# Bhagalpur
Bhagalpur (hindi: भागलपुर) – miasto w północno-wschodnich Indiach, nad rzeką Ganges, w stanie Bihar.
Liczba mieszkańców: 350 133
W tym mieście rozwinął się przemysł spożywczy oraz włókienniczy.